# Hannah Ware
Hannah Rose Ware (ur. 8 grudnia 1982 w Londynie) – angielska aktorka, która wystąpiła m.in. w filmach Wstyd, Oldboy. Zemsta jest cierpliwa i Hitman: Agent 47.

## Życiorys
Wychowała się w południowym Londynie, nie mając w planach aktorstwa. Studiowała historię sztuki i architekturę, a lekcje aktorstwa zaczęła brać, gdyż się o to założyła.
Pierwszym sukcesem okazała się rola w serialu Boss, u boku Kelseya Grammera. Z kolei jej pierwszą główną rolą kobiecą w filmie kinowym była Katia van Dees, bohaterka filmu Hitman: Agent 47.
Jej siostrą jest piosenkarka Jessie Ware.

## Filmografia

### Filmy
| Rok  | Tytuł                         | Rola            | Uwagi       |
| ---- | ----------------------------- | --------------- | ----------- |
| 2010 | Fujary na tropie              | pani Armisen    |             |
| 2011 | Wstyd                         | Samantha        |             |
| 2013 | Oldboy. Zemsta jest cierpliwa | Donna Hawthorne |             |
| 2013 | Touch                         | Cindy           | krótkometr. |
| 2015 | Hitman: Agent 47              | Katia van Dees  |             |
| 2017 | Po katastrofie                | Tessa           |             |
| 2018 | Kryptonim Anioł               | Diana Ellis     |             |

### Telewizja
| Rok       | Tytuł                     | Rola         | Uwagi               |
| --------- | ------------------------- | ------------ | ------------------- |
| 2011–2012 | Boss                      | Emma Kane    | gł. obsada, 18 odc. |
| 2013–2014 | Betrayal                  | Sara Hanley  | gł. obsada, 13 odc. |
| 2017      | Redliners                 | Anne Dewitt  | film TV             |
| 2018      | The First. Misja na Marsa | Sadie Hewitt | gł. obsada, 8 odc.  |
| 2021      | The One                   | Rebecca      | gł. obsada, 8 odc.  |